# Sphex atropilosus
Sphex atropilosus là một loài côn trùng cánh màng trong họ Sphecidae, thuộc chi Sphex. Loài này được Kohl miêu tả khoa học đầu tiên năm 1885.